# Rufus (cognom romà)
Rufus (llatí: Rufus; de vegades adaptat al català com a Ruf) fou un cognomen romà emprat per moltes de gentes. Prové del mateix llatí rūfus 'roig', 'rogenc', i atès aquest caràcter tan descriptiu probablement també funcionà com a agnomen, ja que sovint la frontera entre els agnomina i els cognomina és prou difosa.
Com sovint passà amb el cognomen i el nomen, Rufus fou emprat nom de fonts de lliberts i de personatges no romans que reberen la ciutadania romana, els quals no seguien els costums onomàstics romans tradicionals (els tria nomina), i així esdevengué un nom de fonts comú els primers segles després de Crist; en català, aquest nom pren la forma Ruf.

## Personatges
Llista de romans anomenats Rufus:
- Anni Rufus, procurador a Judea durant el mandat d'August.
- Tit Anni Rufus, cònsol el 128 aC.
- Antoni Rufus, gramàtic romà dels segles i aC o i dC.
- Atili Rufus, governador romà del temps de Domicià.
- Basseu Rufus, prefecte del pretori durant el mandat de Marc Aureli.
- Gai Celi Rufus, cònsol el 17 dC.
- Marc Cluvi Rufus, cònsol el 45 dC.
- Luci Cecili Rufus, magistrat romà del segle i aC.
- Marc Celi Rufus, magistrat romà defensat per Ciceró.
- Quint Curci Rufus, historiador romà de segle i dC autor de la Història d'Alexandre el Gran.
- Quint Curci Rufus, cònsol el 43 dC identificable amb l'anterior o com a pare de l'anterior.
- Marc Egnaci Rufus, magistrat romà del segle i aC.
- Luci Feni Rufus, magistrat romà que prengué part en la conspiració de Pisó contra Neró.
- Flavi Rufus, cònsol el 457 dC.
- Hateri Rufus, cavaller romà del segle i dC.
- Luci Juli Rufus, cònsol el 67 dC.
- Meni Rufus, metge romà del segle i aC.
- Luci Mescini Rufus, magistrat romà del segle i aC.
- Luci Novi Rufus, governador de la Tarraconense el segle ii dC.
- Gneu Octavi Rufus, diversos personatges de la República.
- Luci Passiè Rufus, cònsol el 4 aC.
- Luci Pinari Mamercí Rufus, diversos personatges del segle v aC de la família dels Mamercins.
- Minuci Rufus, magistrat romà del segle i aC.
- Luci Minuci Rufus, cònsol el 88 dC.
- Marc Minuci Rufus, diversos personatges del segle ii aC.
- Quint Minuci Rufus, diversos personatges del segle ii aC.
- Gai Musoni Rufus, filòsof estoic del segle i dC.
- Quint Numeri Rufus, magistrat romà del segle i aC.
- Numisi Rufus, militar romà del segle i dC.
- Quint Petili Rufus, cònsol el 83 dC.
- Quint Pompeu Rufus, diversos personatges del segle i aC.
- Marc Pomponi Rufus, tribú consolar el 399 aC.
- Publi Rutili Rufus, cònsol el 105 aC.
- Quint Salvidiè Rufus, cavaller romà amic d'August.
- Publi Suil·li Rufus, cònsol el 41 dC desterrat a les Balears.
- Sulpici Rufus, magistrat romà del segle i dC.
- Servi Sulpici Camerí Rufus, cònsol el 345 aC de la família dels Camerins.
- Publi Sulpici Rufus, diversos personatges del segle i aC.
- Servi Sulpici Rufus, diversos personatges de la República.
- Luci Tari Rufus, cònsol el 16 aC.
- Trebel·liè Rufus, magistrat romà del segle i dC.
- Flavi Turci Rufus Apronià Asteri, cònsol el 494 dC.
- Marc Valeri Messal·la Rufus, cònsol el 53 aC.
- Luci Vari Rufus, poeta romà del mandat d'August.
- Dècim Veli Rufus Julià, cònsol el 178 dC.
- Gai Vibi Rufus, cònsol el 16 dC.
- Luci Vibul·li Rufus, magistrat romà amic de Pompeu.
- Luci Virgini Rufus, magistrat romà del segle i dC.
- Sext Rufus, historiador romà del segle iv dC.
- Rufus, escriptor grec esmentat per Foci.
- Rufus Efesi, metge grec del segle ii dC.
- Rufus Fest Aviè, escriptor romà del segle iv dC.